# Titanosuchia

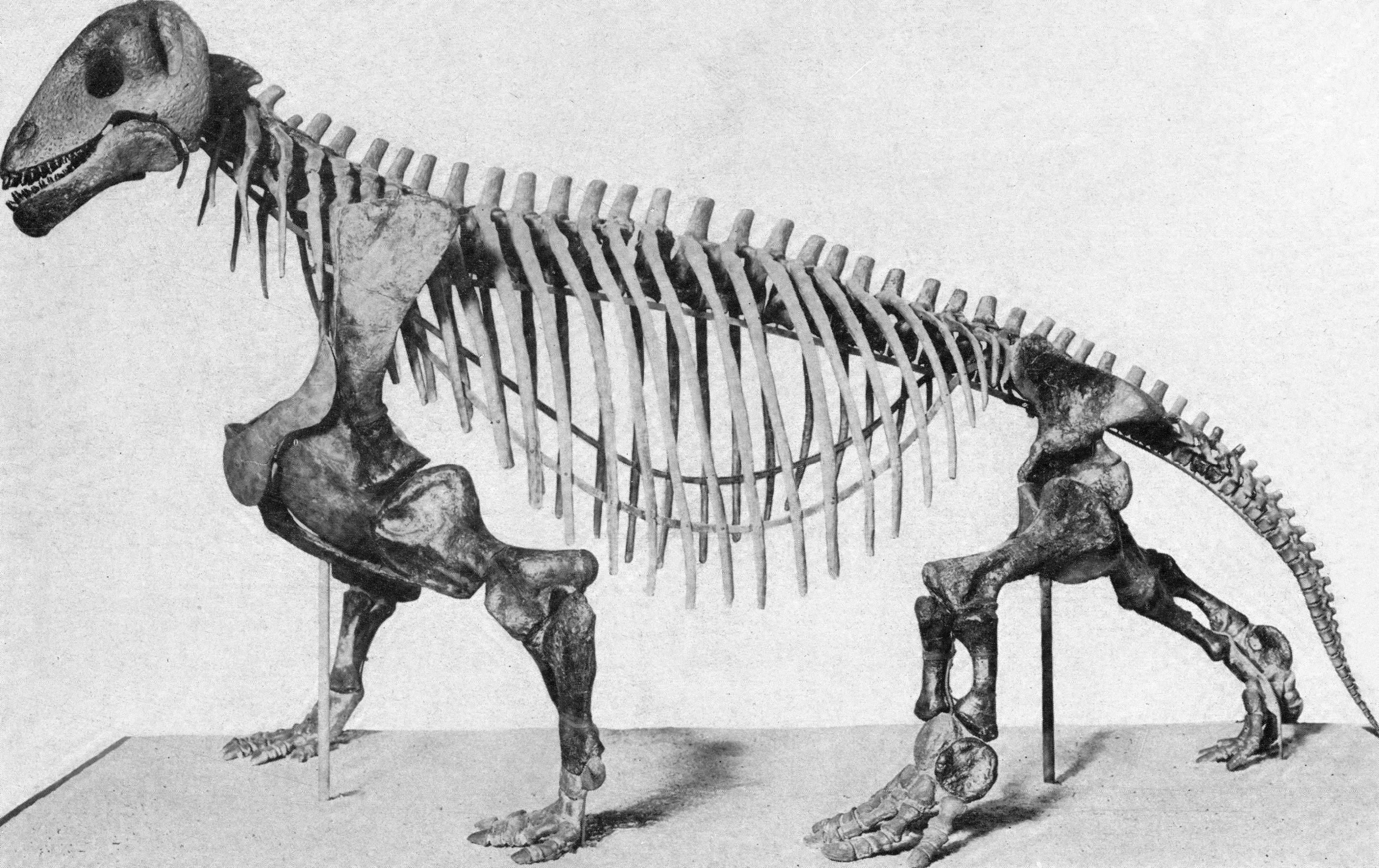
Moschops, Skelettrekonstruktion

Die Titanosuchia (Syn.: Tapinocephalia) waren Landwirbeltiere aus der Gruppe der Therapsiden („säugetierähnliche Reptilien“).

## Merkmale
Titanosuchia waren große, schwer gebaute Tiere und die dominanten Landwirbeltiere der südafrikanischen Tapinocephalus-Fauna. Sie passten sich an eine herbivore Ernährung an, was sich in der Reduktion der caninen Zähne, der Vergrößerung der Schneidezahnbasis und der Zunahme der Backenzähne auf bis zu zwanzig zeigte. Das Kiefergelenk schob sich nach vorne, so dass der Kiefer kürzer als bei den Brithopia wurde. Die Schädelknochen wurden viel dicker. Das Postcranialskelett (der dem Schädel nachfolgende Bereich des Skeletts) zeigte Anpassungen an ein hohes Körpergewicht. Die Wirbel waren kurz und breit, der Schultergürtel war massiv, der Oberarmknochen, Speiche und Elle waren groß mit abgeflachten Enden, die Knochen der Hinterbeine breit, das Becken war kurz, aber breit. Die Phalangenformel beträgt 2-3-3-3-3, wie bei den Säugetieren, aber unabhängig von diesen evolviert. Der Paläontologe Thomas Kemp vermutete 1982, dass die Vorderbeine weiterhin in einer abgespreizten Position gehalten wurden, während die Hinterbeine schon mehr senkrecht unter dem Körper standen. Angesichts der Größe der Titanosuchia ist allerdings auch eine Beinhaltung denkbar, bei der eine senkrechte Stellung unter dem Körper obligatorisch ist.

## Systematik
Die Titanosuchia sind – neben den Brithopia – die zweite, fortschrittlichere Gruppe der Dinocephalia („Tiere mit schrecklichen Schädeln“) innerhalb der Therapsiden.

### Familien und Gattungen
- Styracocephalidae
  - Styracocephalus
- Tapinocephalidae
  - Struthiocephalus[1]
  - Tapinocephalus
  - Avenantia
  - Moschops
  - Riebeekosaurus
  - Ulemosaurus
- Titanosuchidae
  - Jonkeria
  - Titanosuchus